# 万圣寺舍利塔
万圣寺舍利塔，位于山西省临汾市洪洞县万安镇浅沟村西，万圣寺北山山巅，创建于金大定七年（1167年），明天启六年（1626年）重建。塔高37米，造型奇特，上部为八角九级密檐砖塔，下部为圆形覆钵式塔。匾额为“西方圣境”“舍利塔”“极乐世界”。万圣寺舍利塔已公布为洪洞县文物保护单位。